# Adolf Brieger

Adolf Brieger

Heinrich Friedrich Adolf Brieger (* 12. Oktober 1832 in Rönkendorf, Vorpommern; † 17. Januar 1912 in Halle (Saale)) war  ein deutscher Altphilologe und Gymnasiallehrer.

## Leben
Nach dem Abitur am Greifswalder Gymnasium im September 1853 begann Brieger an der Universität Greifswald evangelische Theologie und Philologie zu studieren; er beschränkte sich später auf die Altphilologie. Er wurde 1856 Mitglied der Greifswalder Burschenschaft Rugia. Am 14. August 1857 wurde er an der Universität Greifswald zum Dr. phil. promoviert.
Im September 1858 begann er das Probejahr am Städtischen Gymnasium zu Greifenberg in Pommern. Am 28. Dezember 1858 bestand er das Examen pro facultate docendi in Philosophie, Deutsch, Geschichte, Religion in Greifswald. Seit  April 1860 war er Lehrer am Gymnasium zu Stolp, von wo er im Oktober 1863 wegen seines Agitierens gegen die Preußische Heeresreform an das Friedrich-Wilhelms-Gymnasium (Posen) zwangsversetzt wurde. Im April 1876 wechselte er an das Stadtgymnasium Halle. 1887 wurde er Oberlehrer. 1893 erhielt er den Charakter Gymnasialprofessor und den Rang der Räte IV. Klasse. Als er am  1. April 1899 aus dem Schuldienst ausschied, verlieh ihm die Krone Preußen den Roten Adlerorden IV. Klasse.
Am 20. März 1863 heiratete er in Stolp Marie Mancke (* 2. Juli 1837 in Stolp; † 10. März 1928 in Halle).

## Werke (Auswahl)
- Lukrez – Vom Wesen der Dinge. Posen, 1866[3]
- Krösus und Adrastus – ein Epos in zwei Gesängen. Posen 1870[3]
- Beiträge zur Kritik einiger philosophischer Schriften des Cicero. Posen 1873[3]
- Epikur’s Brief an Herodot, J 68–93, übersetzt und erläutert von A. Brieger. Halle, 1882[3]
- Die Urbewegung der Atome und die Weltentstehung bei Leucipp und Demokrit. Halle 1884[4]
- mit Kurt von Rohrscheidt: Sächsisch-thüringisches Dichterbuch. Halle 1885
- König Humbert in Neapel. Ein Gedicht. Leipzig 1885.
- Stirb und werde!. Grossenhain u. Leipzig, 171 S., 1891
- Epikur’s Lehre von der Seele. Halle 1893[4]
- T[iti] Lucreti Cari de rerum natura libri sex, 5. Aufl. 1894–1914
- mit J. Paulson u. a.: Index Lucretianus. Göteborg 1911